# Куріпка сіра
Куріпка сіра (Perdix perdix) — широко розповсюджений вид з роду куріпок. Важко розрізнити від іншого виду, даурської куріпки. Об'єкт полювання.

## Походження, еволюція та використання
За викопних решток відомі два доісторичні види — P. palaeoperdix та P. margaritae. P. palaeoperdix був поширений по всій Південній Європі у ранньому і пізньому плейстоцені та становив важливу частину раціону кроманьйонців і неандертальців. Філогенетичне положення цього виду і сірої куріпки недостатньо з'ясовані. Хоча вони, безсумнівно, мали зовнішню схожість, сіра куріпка, скоріше, не походить від цього плейстоценового таксона, і обидва види слід розглядати як сестринські. P. margaritae відома з пізнього пліоцену Забайкалля і Північної Монголії — це вид також не може вважатися предковим для сучасних P. perdix і P. dauuricae.
Куріпка сіра, яка славиться своїм чудовим м'ясом, дуже корисна ще й тим, що поїдає комах які живуть у верхніх шарах ґрунту та в траві, на злакових та овочевих культурах. 3—4 виводки куріпок майже повністю знищують довгоносика і його личинок на 1 га цукрових буряків. Поїдає куріпка сіра і колорадського жука, якого мало які птахи споживають.

## Загальна характеристика

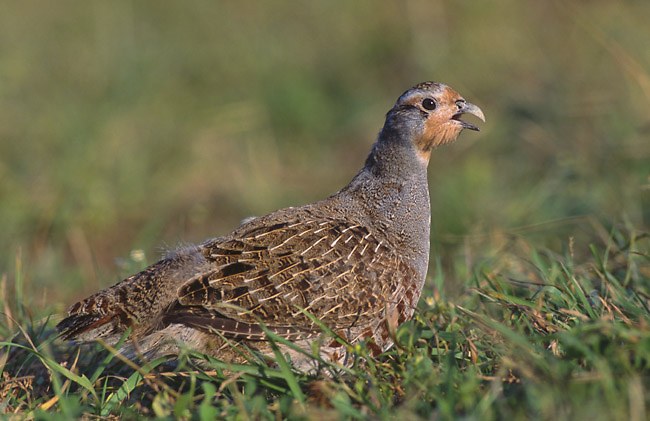
Зовнішній вигляд куріпки сірої

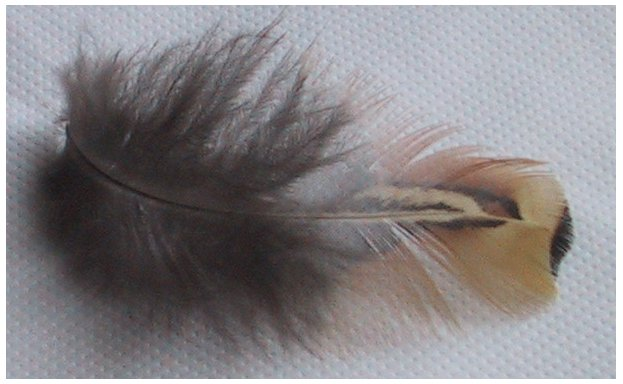
Пір'я куріпки сірої

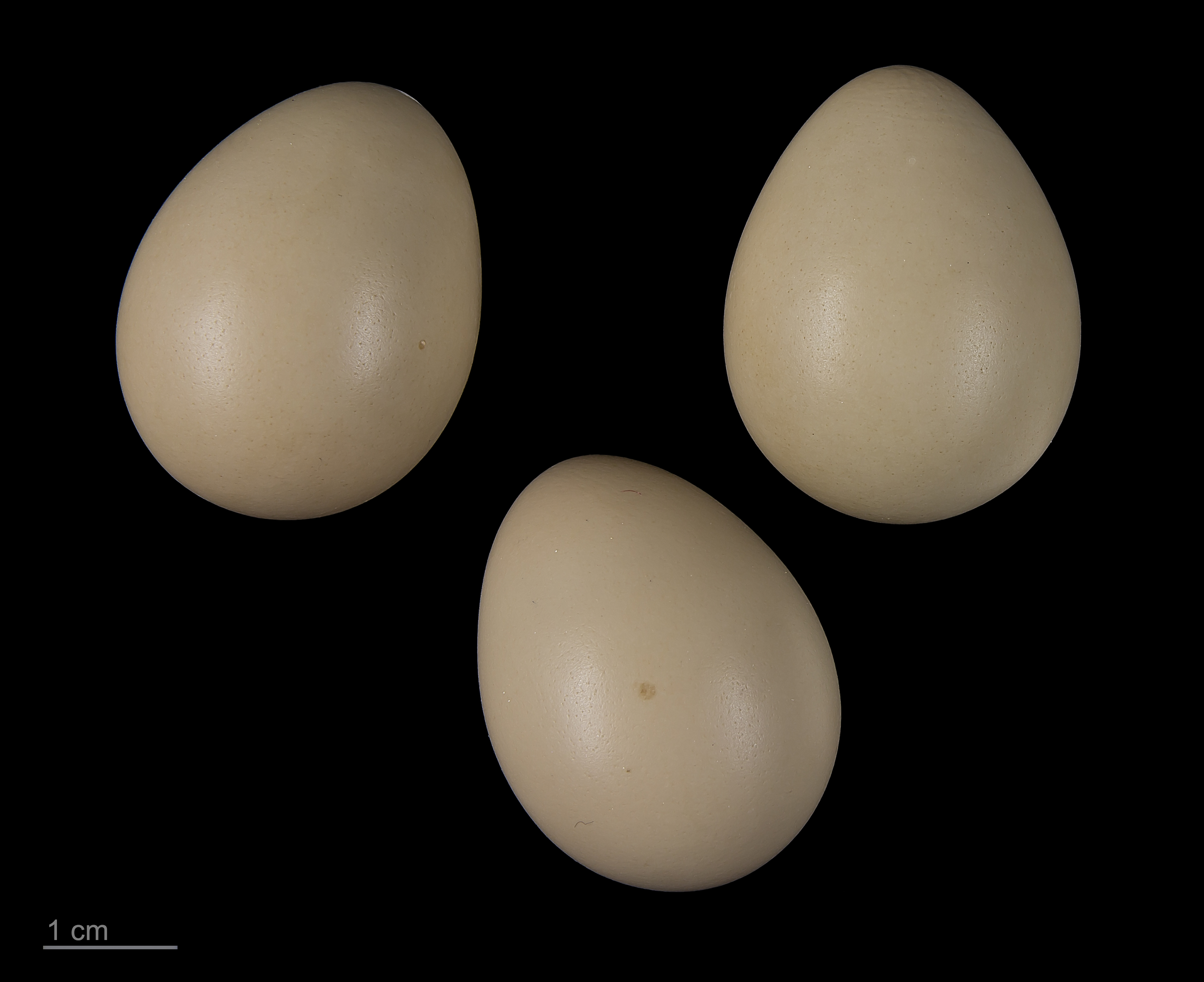
яйце Perdix perdix — Тулузький музей

Куріпка сіра нагадує орябка чи невелику свійську курку. Представники виду є середньої величини куріпками. Дзьоб і ноги темного кольору. Верхня частина оперення ряба, коричневого кольору, боки і хвіст руді. Шпори на ногах відсутні. Статеві відмінності полягає лише в тому, що самки забарвлені більш тьмяно.
У забарвленні куріпки переважають сірі і охристо–бурі тони. Верх голови і потилиця забарвлені в оливково–бурий колір, боки голови і горло рудувато–охристі. Шия, груди і боки голубувато–сірого кольору, з дрібними хвилястими чорними смужками. На боках розташовані бурі плями, живіт світло–сірий. У самок пляма або зовсім відсутня, або розбита на декілька дрібних плям.
Зверху самець сірувато-бурий, строкатий, на боках руді поперечні смуги, на грудях коричнева підковоподібна пляма. Самка має темніше забарвлення.

## Поширення і ареал
Сіра куріпка — типовий мешканець лісостепових угідь, тому з відкриттям нових земель вона усе далі і далі поширюється на північ.
Мешкають в помірній зоні Євразії. Населяє майже всю Європу, Малу Азію, Казахстан і південь Західного Сибіру, від Британських островів і Скандинавії до Алтаю і Туви. У Туранській низовині на південь від низин Сирдар'ї відсутня. У Скандинавії і Фінляндії проникає на північ до 66° пн.ш., в Карелії до 65-ї паралелі. На Середньому Уралі північна межа проходить в районах Красноуфимська і Єкатеринбурга, а в Західному Сибіру — в області 57-ї паралелі. На схід сіра куріпка доходить до Алтаю, Туви, західної Джунгарії і нижньої течії річки Ілі. На меридіані Ташкента її ареал майже досягає 40° пн.ш.
Живе в різних біотопах: у різнотравних степах з чагарниками і лісовими кілками на рівнинах і в долинах річок, в лісостепах, на хлібних полях і полях під паром, по лісових вирубках, на узліссях лісів, по ярах, зарослим чагарником, рідше по вересових пустощах, в горбистих пісках із заростями верби або тамариску. У гірських місцевостях тримається в передгір'ях, на полях у лісовому поясі і піднімається до субальпійських лук. Куріпки особливо люблять картопляні смуги — коли картопля ще не прибрана. Так само куріпки люблять поля, які перетнуті струмочком або яром. Куріпка є дуже пластичним видом і добре уживається на техногенних ландшафтах поблизу міст і селищ.
Сіра куріпка інтродукована в США і Канаді.

### Поширення в Україні
В Україні — осілий птах всіх областей окрім Карпат і суцільних лісових масивів Полісся.
Чисельність у центральних районах Хмельницької області дуже низька, на півдні — дещо більша. 
Для збереження виду необхідна заборона на полювання.

## У геральдиці

Герб Курської області

На гербі Курської області зображено у сріблястому щиті, увінчаному короною, блакитний перев'яз з трьома сірими куріпками, що летять.

## Чисельність та полювання

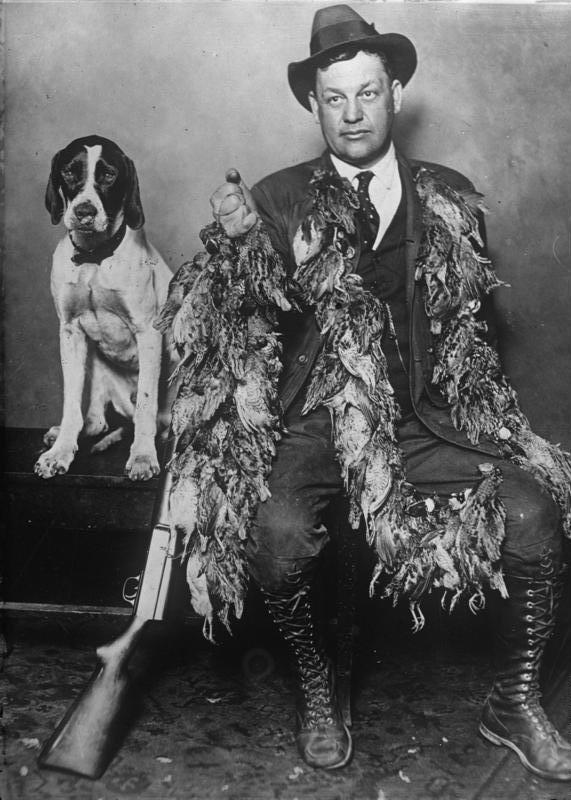
Німецький мисливець з його уловом куріпок, сфотографували в жовтні 1929 року

Загальна чисельність в Україні за часи панування комуністичного режиму суттєво знизилась. Через це добування куріпок було заборонене. За останні роки, завдяки зниженню застосування в агрокомплексі отрутохімікатів, кількість птахів значно зросла. Однак полювання на них поки що обмежене і дозволене лише власникам лягавих собак. Дана норма продиктована біологією сірої куріпки.
При несприятливих кліматичних умовах кількість куріпок також різко зменшується, зокрема в багатосніжні зими та під час тривалої ожеледі. У цей час їх потрібно підгодовувати просом, подрібненим зерном кукурудзи та ін. Мисливські господарства можуть відловлювати значну кількість куріпок і тримати їх у неволі до початку весни.
Такі заходи допоможуть збільшити кількість цього птаха. До того ж куріпка розмножується так швидко, що за короткий час може заселити великі площі полів, перелісків, чагарникових насаджень, лісових галявин.
Існує думка, що добування сірих куріпок з ловчими птахами може бути оздоровлюючим фактором при умові одночасної заборони полювання на неї з вогнепальною зброєю. Ловчий птах, за будь-яких обставин, забирає з популяції дефектних особин (уражених гельмінтами, з порушеннями розвитку м'язів, скелету, пір'ястого покриву тощо). Полювання з вогнепальною зброєю призводить до ураження птахів незалежно від стану їх організму і наявності генетичних дефектів. Полювання на куріпку з ловчим птахом бажано починати зранку обов'язково разом з собакою. Пес швидко знаходить місця ночівлі птахів і згодом орієнтується на їх переміщення у пошуку корму. Поля проса, посадки кукурудзи, соняшника, сади, густі чагарники — улюблені місця концентрації куріпок.
Якщо пес добре видресируваний і має задовільний нюх — це суттєва запорука успішного полювання. Без доброї собаки пошук куріпок з метою напуску перетворюється на бездумне, марне «витоптування» птахів і, як правило, даремного подолання багатьох кілометрів без видимого успіху. Навіть при наявності собаки, чутливі до небезпеки птахи залишаючись непоміченими, здатні довго бігти від собаки або людини.
Якщо собака недостатньо дисциплінований або надто гарячий, птахи відчувши його, злітають у супротивному напрямку. Через це соколяр не має можливості підкрадатись ближче, щоб зробити вдалий напуск на короткій дистанції. Цього недоліка можна уникнути, якщо птах здатен вартувати за здобиччю, «стоячи на колі» над соколярем. В цьому випадку він бачить птахів, які бігом пересуваються землею і сам чекає можливості для нападу, коли птахи злетять. При цьому сокіл чи яструб у будь-якому випадку мають значну перевагу, як у швидкості, так і в передбаченні напрямку пересування птахів перед зльотом. При полюванні з яструбом з руки, а не з верху, наявність собаки і її кваліфікація є дуже важливими. Правильно навчений пес обережно «потяжками» йде за втікаючими землею куріпками і тільки-но вони «западуть» — тобто зупиняться, щоб перепочити — вірно вказує їх місцезнаходження. Важливо також, щоб собака лише за командою соколяра піднімав виводок на крило. У іншому випадку, якщо пес не позивистий, не зважає на господаря, «працює на себе», соколяр не матиме можливості підготуватись і зайняти зручну диспозицію.
Птахи, потривожені людиною чи твариною, злітають у повітря і здатні пролетіти невисоко над землею від кількох десятків метрів, аж до півкілометра. Після посадки птахи не лишаються на місці, а продовжують рух бігом у вигідному напрямку. В залежності від наявності надійних сховищ (рослинності, кущів, чагарів, нагромадженного каміння), птахи обирають відповідну тактику і напрямок подальшого руху. Слід зазначити, що активно рухатись протягом тривалого часу птахи не в змозі.
Якщо їх потривожити знову, в залежності від наявності вітру і можливості для маневру, птахи або здіймаються на крило і намагаються набрати висоту, використавши потужні пориви вітру, щоб відлетіти якомога далі, або міцно затаюються. Після цього, при виникненні небезпеки, куріпки злітають лиш поодинці. Це є біологічним пристосуванням, котре зграйній популяції дає можливість врятувати якомога більшу кількість особин.
При застосуванні сучасними мисливцями автоматичної вогнепальної зброї, перший підйом на крило і можливість використання трьох або й п'яти влучних пострілів, дозволяє знищити повністю навіть чисельну зграю куріпок. Саме такий тип полювання партійних комуністичних керівників у закритих відомчих мисливських господарствах, у недалекому минулому, призвів до суттєвого підриву в Україні чисельності популяції сірої куріпки. Саме з цієї причини в кодексі честі мисливця не допускається відстріл більше двох — трьох особин зі зграї.
При полюванні з ловчими птахами, з однієї зграї, як правило, добувається лише одна особина, котра має найгірші льотні якості чи інші вади, про котрі зазначалось вище.

## Спосіб життя

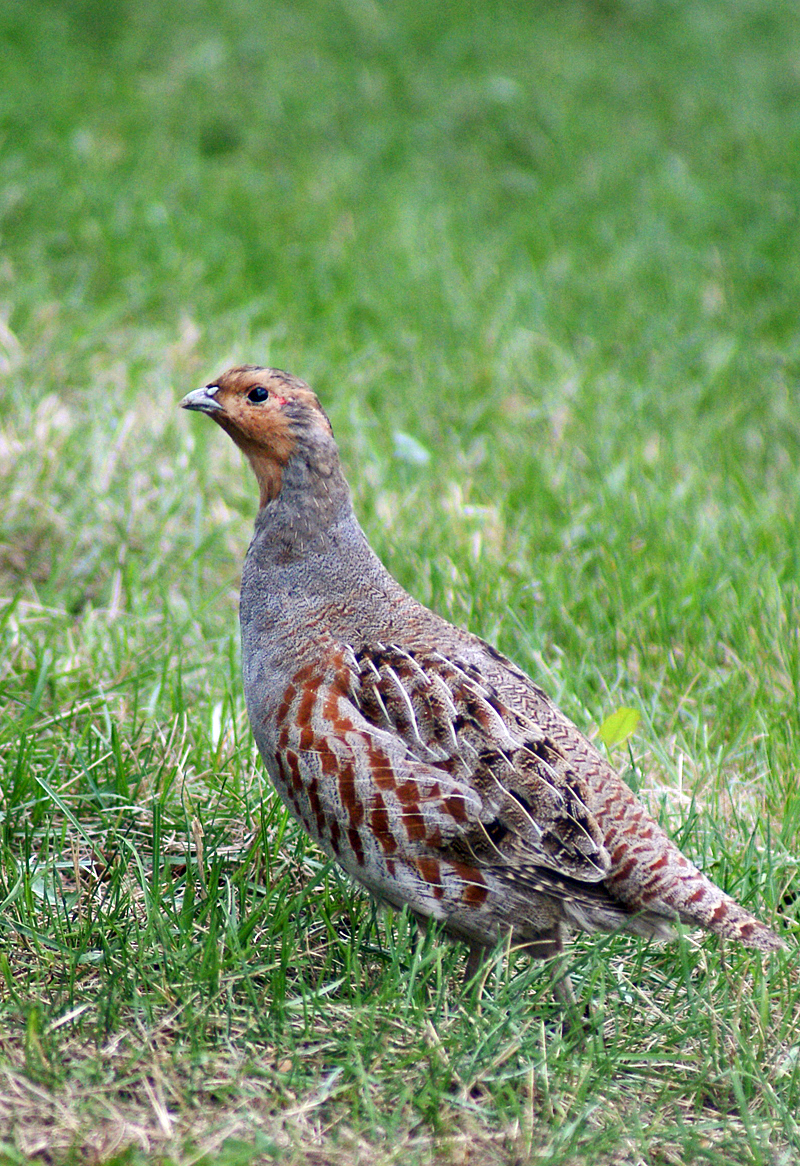
Рідкісна сіра куріпка в Альберті, Канада

Куріпка сіра виключно наземний птах, на дерева сідає рідко. Ходить згорбившись, з витягнутою шиєю. Охоче копається в землі, розшукуючи їжу. Осілі птахи, живуть у відкритій місцевості.
Протягом року куріпка сіра живе в одному районі.
Бігає швидко з високо піднятою головою. При небезпеці злітає з гучним ляскотом крил й швидко перелітає на невелику відстань.
Живиться різноманітними насінням, іноді комахами.
Дорослі особини живляться переважно насінням бур'янів, а в літній період комахами. Взимку птахи харчуються бруньками лози, сходами озимини та інших рослин. Суттєву частку раціону складають насіння бур'янів, ягоди глоду, терну, горобини. Під час снігових, морозних зим птахи страждають від голоду і гинуть у великих кількостях. Поїдають також і тваринні корми — комах, павуків, молюсків та інших безхребетних тварин.
Приблизно в кінці березня або на початку квітня розбиваються на пари.
Гнізда влаштовують на землі під кущиком у вигляді вистелених заглиблень, розташованих в затишних місцях. Гніздо є невеликою ямкою, що слабо вистилає рослинним дрантям. Поміщається в більшості випадків під навісом каменя, під прикриттям кущика трави або гілляк чагарника. Кладка на середину травня може складатись з 22-х світло-бурих яєць однотонного вохристого кольору. Тривалість насиджування триває близько місяця. Через добу після вилуплювання пташенята покидають гніздо. В період насиджування яєць та вигодовування пташенят суттєву небезпеку становлять сірі ворони. Пташенята також гинуть і від хижаків, особливо яструбів малих та лисиць. Вилуплюються пташенята опушеними. До 3-тижневого віку можуть їсти тільки комах. Через 10 днів вони можуть пурхати, а через 3—4 місяці досягають розмірів дорослих птахів. Виводки сірих куріпок тримаються в полях, особливо ярих, де багато картоплі і гречки; сіра куріпка дуже любить чагарникові лісові узлісся, що розташовані поряд з такими полями. У віці 1—3 тижнів виводки об'єднуються і утворюють загальні зграйки по 30—40 і більш за птахів з декількома батьками. Самець щоранку скликає пташенят особливим свистом. Коли виводок підросте, птахи зграйкою летять на місце годівлі.
Голос самця — голосне «кукуріку» схоже на крик півня, а самки — квоктання.
Зимою переселяється до населених місць, ночує у дворах, біля будівель, а також у кущах або біля підніжжя барханів і пагорбів, зібравшись тісною зграйкою на снігу з підвітряного боку.
Значну шкоду куріпкам завдають бродячі коти та бродячі пси.
Куріпки потребують води, тому в безпосередній близькості від місць їх проживання, як правило, є водоймища.
Куріпка швидко приручається, особливо маленькі пташенята. Якщо ж впіймати увесь виводок, то з молодими легко приручаються і старі птахи.
У вересні — жовтні куріпки об'єднуються в зграйки і починають кочувати.

## Підвиди

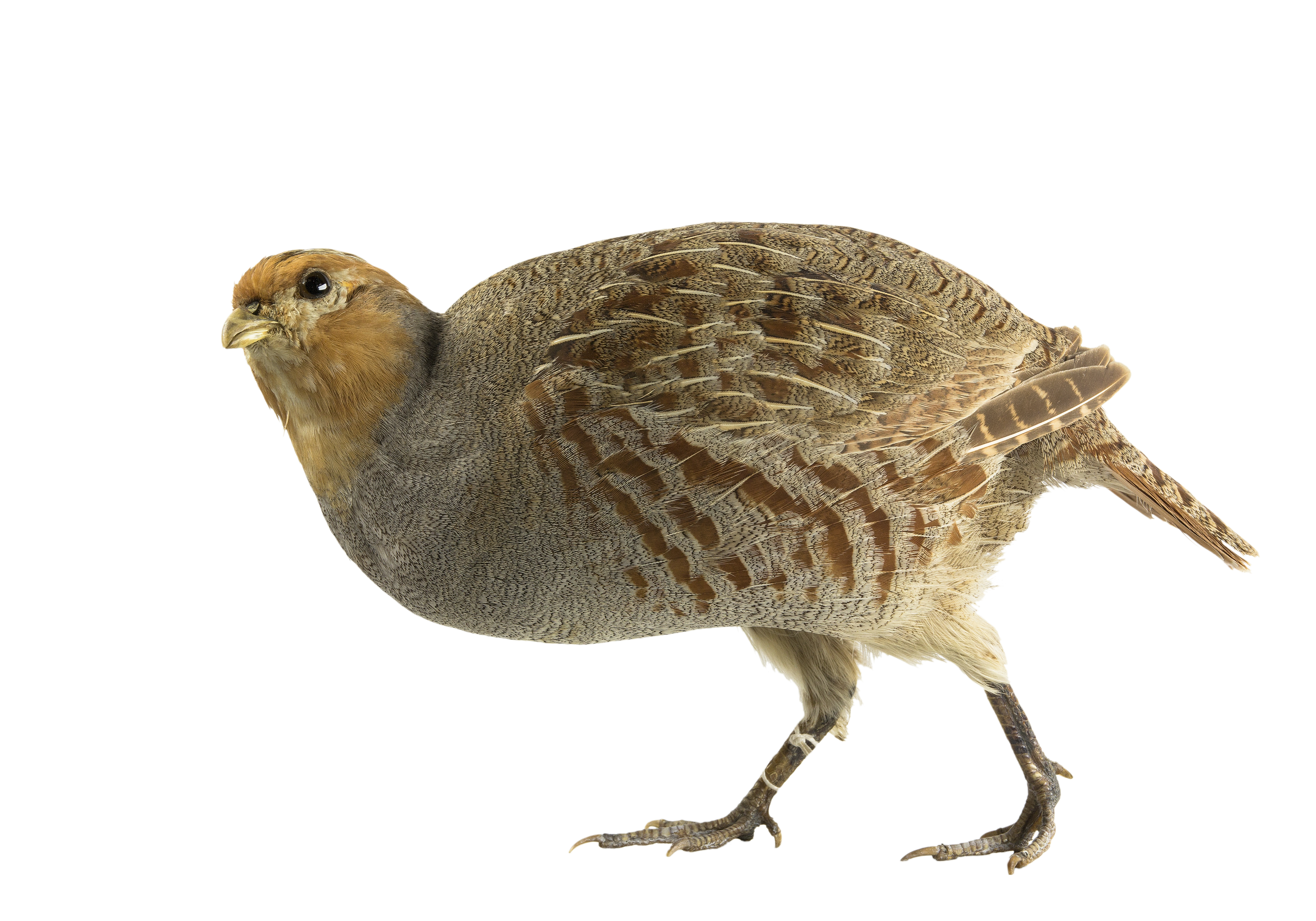
Perdix perdix hispaniensis — Тулузький музей

У цьому виді виділяють вісім підвидів:
- Perdix perdix armoricana Hartert, 1917
- Perdix perdix canescens Buturlin, 1906
- Perdix perdix hispaniensis Reichenow, 1892
- Perdix perdix italica, Hartert 1917
- Perdix perdix lucida (Altum, 1894)
- Perdix perdix perdix (Linnaeus, 1758)
- Perdix perdix robusta Homeyer et Tancré, 1883
- Perdix perdix sphagnetorum (Altum, 1894)